# Dallas-Fort Worth Film Critics Association Awards 2002
L'8ª edizione dei Dallas-Fort Worth Film Critics Association, annunciata il 6 gennaio 2003, ha premiato i migliori film usciti nel 2002.

## Vincitori
A seguire vengono indicati i vincitori, in grassetto.

### Miglior film
1. Chicago, regia di Rob Marshall
2. Lontano dal paradiso (Far from Heaven), regia di Todd Haynes
3. Il Signore degli Anelli - Le due torri (The Lord of the Rings: The Two Towers), regia di Peter Jackson
4. Il pianista (The Pianist), regia di Roman Polański
5. A proposito di Schmidt (About Schmidt), regia di Alexander Payne
6. Gangs of New York, regia di Martin Scorsese
7. Il ladro di orchidee (Adaptation), regia di Spike Jonze
8. Era mio padre (Road to Perdition), regia di Sam Mendes
9. Prova a prendermi (Catch Me If You Can), regia di Steven Spielberg
10. The Hours, regia di Stephen Daldry

### Miglior regista
- Peter Jackson - Il Signore degli Anelli - Le due torri (The Lord of the Rings: The Two Towers)

### Miglior attore
1. Jack Nicholson - A proposito di Schmidt (About Schmidt)
2. Adrien Brody - Il pianista (The Pianist)
3. Nicolas Cage - Il ladro di orchidee (Adaptation)
4. Daniel Day-Lewis - Gangs of New York
5. Robin Williams - One Hour Photo

### Miglior attrice
1. Julianne Moore - Lontano dal paradiso (Far from Heaven)
2. Salma Hayek - Frida
3. Isabelle Huppert - La pianista (La pianiste)
4. Nicole Kidman - The Hours
5. Renée Zellweger - Chicago

### Miglior attore non protagonista
- Chris Cooper - Il ladro di orchidee (Adaptation)

### Miglior attrice non protagonista
- Kathy Bates - A proposito di Schmidt (About Schmidt)

### Miglior fotografia
- Edward Lachman - Lontano dal paradiso (Far from Heaven)

### Miglior sceneggiatura
- Charlie Kaufman e Donald Kaufman - Il ladro di orchidee (Adaptation)

### Miglior film d'animazione
- La città incantata (千と千尋の神隠し), regia di Hayao Miyazaki

### Miglior documentario
- Bowling a Columbine (Bowling for Columbine), regia di Michael Moore

### Miglior film straniero
- Y tu mamá también - Anche tua madre (Y tu mamá también), regia di Alfonso Cuarón

### Peggior film
- Paura.com (FeardotCom), regia di William Malone